# Velmož

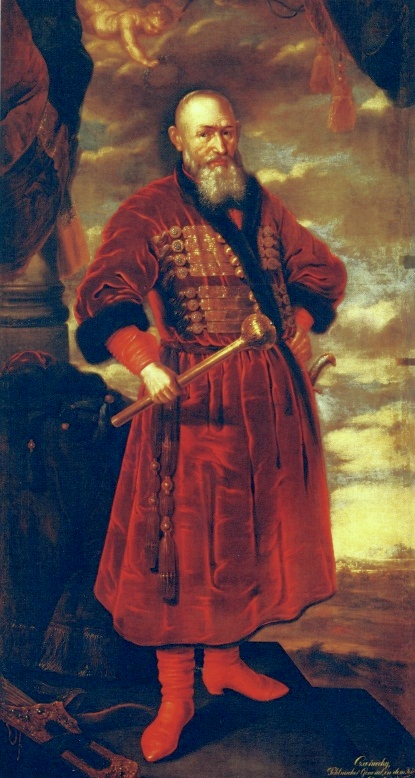
Stefan Czarniecki, významný polský velmož ze 17. století

Velmož, nebo také magnát podle pozdně latinského magnas, velký muž, z latinského magnus (velký), označuje šlechtice nebo jiného člověka ve vysokém společenském postavení, ke kterému jej mohl předurčit jeho původ, bohatství či jiné přednosti. Od doby pozdní římské říše a v germánských královstvích, která ji na Západě vystřídala, byl magnát společenskou kategorií v rámci honorace odpovídající senátorům nebo potentátům, vztahující se na velké římské a germánské vlastníky půdy.
Ve středověku se tento termín často užíval k odlišení výše postavených hrabat, earlů, vévodů aj., pod které zpravidla spadalo větší území, od baronů. Tento termín se používal zejména pro členy senátu v Uherském království, nazývaném Főrendihaz neboli rod magnátů.
Jde také o hierarchii v rámci šlechty obecně užívanou ve Švédsku, v Polském království (později v Polsko-litevské unii) a v některých dalších středověkých královstvích.
Ve středověku biskup někdy držel území jako magnát, vybíral výnosy z lén a daně od sedláků.

## Velmoži v různých zemích

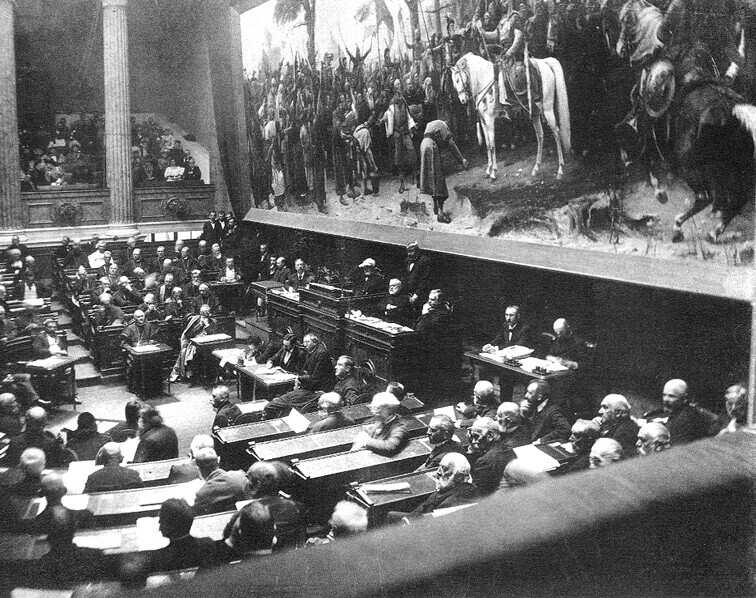
Uherská sněmovna magnátů na schůzi v Národním muzeu roku 1894

V Polském království, Litevském velkoknížectví (pozdější Polsko-litevské unii) a některých dalších středověkých královstvích a říších byli velmoži sociální třídou bohatých a vlivné šlechty. 
Ve Španělsku existovala od pozdního středověku společenská třída nejvyšší šlechty, která se nazývala Grandeza de España. 
Ve Švédsku byli nejbohatší aristokraté známí jako storman (v množném čísle stormän). Tento výraz mělo stejný význam jako velmož. 
V Uhersku (Maďarsku) se nazývali főrend a tvořili Főrendiház - Sněmovnu magnátů, tj. horní komoru Uherského zemského sněmu.
V Anglii termín magnate představoval nesmírně vlivné šlechtice, o jejichž moc se postaral král Eduard III., když rozdělil své království mezi své syny, spíše než aby vybral jednoho, který by poté zdědil celé království. Následující konflikt mezi těmito magnáty a jejich následovníky o moc vedl k aristokratické válce známé jako války růží.
V Itálii existovalo množství magnátských rodů.